# A Real Live Dead One
A Real Live Dead One – album koncertowy brytyjskiej grupy heavymetalowej Iron Maiden. Zawiera nagrania z koncertów wykonanych podczas trasy koncertowej Fear of the Dark World Tour. Stanowi połączenie dwóch poprzednich albumów zespołu: A Real Live One i A Real Dead One wydanych w 1993 r.

## Lista utworów

### CD 1 (Dead One)
1. "The Number of the Beast"
2. "The Trooper"
3. "Prowler"
4. "Transylvania"
5. "Remember Tomorrow"
6. "Where Eagles Dare"
7. "Sanctuary"
8. "Running Free"
9. "Run to the Hills"
10. "2 Minutes to Midnight"
11. "Iron Maiden"
12. "Hallowed Be Thy Name"

### CD 2 (Live One)
1. "Be Quick or Be Dead"
2. "From Here to Eternity"
3. "Can I Play With Madness"
4. "Wasting Love"
5. "Tailgunner"
6. "The Evil that Men Do"
7. "Afraid to Shoot Strangers"
8. "Bring Your Daughter ... To The Slaughter"
9. "Heaven Can Wait"
10. "The Clairvoyant"
11. "Fear of the Dark"

## Twórcy
- Bruce Dickinson – śpiew
- Dave Murray – gitara
- Janick Gers – gitara
- Steve Harris – gitara basowa
- Nicko McBrain – perkusja
- Michael Kenney – keyboard (gościnnie)